# Mammillaria uncinata
Mammillaria uncinata ist eine Pflanzenart aus der Gattung Mammillaria in der Familie der Kakteengewächse (Cactaceae). Das Artepitheton uncinata bedeutet ‚gehakt, hakenförmig‘.

## Beschreibung
Mammillaria uncinata wächst einzeln oder gelegentlich auch sprossend. Die abgeflacht kugeligen bis kugeligen, dunkel blau-grünen Triebe sind 6 bis 10 Zentimeter hoch und 8 bis 10 Zentimeter im Durchmesser groß. Die festen, pyramidalen Warzen sind an der Basis kantig. Sie führen reichlich Milchsaft. Die Axillen sind zuerst mit Wolle besetzt, später nackt. Ein rosagrauer bis dunkel purpurbrauner Mitteldorn ist vorhanden. Er hat eine dunkle Spitze und ist bis zu 1 Zentimeter lang. Die 3 bis 6 Randdornen sind, die obersten sind kürzer und kräftiger, gerade bis leicht gebogen. Sie sind rosa bis gräulich weiß und 5 bis 6 Millimeter lang.
Die gelblichen oder weißen Blüten haben einen rötlich braunen Mittelstreifen. Sie messen 1,5 bis 2 Zentimeter in der Länge und bis zu 1,5 Zentimeter im Durchmesser. Die keulig geformten Früchte sind purpurrot. Sie werden bis zu 1,8 Zentimeter lang und enthalten braune Samen.

## Verbreitung, Systematik und Gefährdung
Mammillaria uncinata ist in den mexikanischen Bundesstaaten Hidalgo, San Luis Potosí, Mexiko, Morelos, Puebla, Oaxaca, Guerrero, Durango, Querétaro, Aguascalientes, Michoacán und Jalisco weit verbreitet.
Die Erstbeschreibung erfolgte 1837 durch Ludwig Georg Karl Pfeiffer. Nomenklatorische Synonyme sind Cactus uncinatus (Zucc. ex Pfeiff.) Kuntze (1891) und Neomammillaria uncinata (Zucc. ex Pfeiff.) Britton & Rose (1923).
In der Roten Liste gefährdeter Arten der IUCN wird die Art als „Least Concern (LC)“, d. h. als nicht gefährdet geführt.

## Nachweise